# Gáncsoskodók
A Gáncsoskodók (Nice She Ain't) a Született feleségek (Desperate Housewives) című amerikai filmsorozat ötvenegyedik epizódja. Az Amerikai Egyesült Államokban először az ABC (American Broadcasting Company) adó sugározta 2006. október 22-én.

## Az epizód cselekménye
Családi vacsora. Volt idő, amikor ez a kifejezés még jelentett is valamit a Lila Akác közben! No, persze mindez akkor volt, amikor az ételt szeretettel készítették gondos feleségek, akik szívesen főztek rendes gyerekeknek, akik pedig tudták, hogy mi a jó modor. De a családi vacsorák, mint az idők, immár megváltoztak. Csak egy ház volt a környéken, ahol a vacsora még mindig családi eseménynek számított, és a megjelenés nem volt fakultatív. Bree családjában talán még sosem volt ekkora az egyetértés - ugyanis mindannyian rászálltak Danielle-re, a történelemtanárával folytatott viszonya miatt. Gabrielle és Carlos válása újabb keserűséget okoz mindkettejük számára. Susan úgy dönt, hogy ideje megtornáztatni egy kicsit Mike memóriáját, amikor is ráébred, hogy Mike Edie-t hiszi a barátnőjének. Tom elhatározza, hogy valóra váltja egyik nagy álmát, és nyit egy pizzériát. Persze ennek Lynette egy cseppet sem örül. Eközben rejtélyes körülmények között találnak egy halott nőt, akinek a testére Mike telefonszáma van felfestve.

## Mellékszereplők
- Kathryn Joosten - Karen McCluskey
- Kiersten Warren - Nora Huntington
- Ernie Hudson - Ridley nyomozó
- Anthony Azizi - Robert Falati
- Marco Sanchez - Phil Lopez
- Mae Whitman - Sarah
- Rachel Fox - Kayla Huntington
- Rick Fitts - Jerry
- Paul Keeley - Dr. McLean
- Rick Scarry - Dr. Peters
- Wendy Worthington - Parker nővér
- Raf Mauro - Gus
- Evelina Oboza - Trishelle

## Mary Alice epizódzáró monológja
- A narrátor, Mary Alice monológja az epizód végén így hangzik (a magyar változat alapján):

"Gáncsvetés. Mindenki képes rá, csak egyesek könyörtelenebbül csinálják, mint mások. Például azok, akik bosszúra szomjaznak. Vagy akik éheznek a szerelemre. Vagy akiknek feltett szándéka, hogy minden hidat felégessenek. És aztán ott vannak azok, akik egyszerűen csak akarnak valamit. Valamit, ami valaki másé."

## Epizódcímek szerte a világban
- Angol: Nice She Ain't (Ez a nő nem kedves)
- Francia: L'art du sabotage (A szabotázs művészete)
- Német: Sabotage (Szabotázs)
- Olasz: L’arte del sabotaggio (A szabotázs művészete)
- Spanyol: No es buena (Ez a nő nem kedves)